# Amigdalitis
L'amigdalitis, vulgarment angines, és la inflamació d'una o ambdues amígdales palatines, unes masses tissulars ovals i carnoses, que són a la paret lateral de l'orofaringe a cada costat de la gola i que formen part de l'anell faríngic de Waldeyer. Aquestes agrupacions de teixit limfoide contenen cèl·lules que produïxen anticossos útils en la lluita contra la infecció, encara que amb freqüencia no la poden evitar. En les criptes amigdalines de nens i adults, sans o malalts, amb i sense amigdalitis de repetició s'han detectat més de cent bacteris diferents.

## Història
Les angines, denominades αντιαδɛζ (antiades), van ser àmpliament descrites en el Corpus hipocràtic. Aulus Corneli Cels fou qui primer descrigué una amigdalectomia, un procediment d'extracció amigdalina que practicava amb els seus propis dits. Aeci d'Amida era partidari de l'ús d'ungüents, olis medicinals i fórmules magistrals amb greix de granota per tractar la malaltia. Pau d'Egina, al sisè llibre de l'obra Hypomnema (també anomenada De Re Medica Libri Septem), descriu el seu mètode d'amigdalectomia amb pinces i tisores. Abulcasis va crear un instrument quirúrgic especial per evitar la sufocació del pacient durant aquest tipus de cirurgia.

## Causes
Hi ha moltes causes d'amigdalitis, entre elles virus i bacteris altament contagiosos. Per exemple: 
- El bacteri estreptococ betahemolític del Grup A (EBGA), comunament anomenat Streptococcus pyogenes (la causa més comuna d'amigdalitis en nens).[10]
- El bacteri Staphylococcus aureus.[11]
- El bacteri làctic Lactococcus garvieae.[12]
- El cocbacil Haemophilus influenzae.[13]
- El cocbacil Yersinia enterocolitica.
- El bacil de Koch.[14]
- El bacil Pseudomonas aeruginosa.[15]
- El bacteri gramnegatiu Helicobacter pylori.[16]
- El bacil anaerobi Fusobacterium necrophorum.[17]
- L'espiroqueta Treponema pallidum.[18]
- El fong filamentós Fusarium solani.[19]
- Els adenovirus.[20]
- El virus de la grip.[21]
- El virus d'Epstein-Barr.[22]
- Els enterovirus.
- El virus de l'herpes simple.[23]
- El virus de la verola del mico.[24]
- El virus del sarcoma de Kaposi.[25]
- El virus del xarampió.[26]

## Transmissió
Quan la malaltia és causada pel bacteri Streptococcus pyogenes, aquesta es dispersa per contacte directe i proper amb les secrecions provinents de les vies respiratòries de la persona infectada al tossir o esternudar. Un contacte casual rarament és motiu de transmissió. Algunes vegades, el menjar contaminat per estreptococs a causa de l'escassa higiene dels seus manipuladors, especialment llet o productes làctics, pot ser l'origen de brots d'amigdalitis. Els pacients sense tractament són més contagiosos durant les 2-3 setmanes després d'haver estat infectats. El període d'incubació, el període després la infecció i abans que mostri símptomes, és difícil d'establir, ja que algunes persones no mostren cap símptoma. No obstant això, es creu que pot ser d'1 setmana.
D'igual forma, el contacte directe o indirecte amb algun dels microorganismes causals, en presència d'immunosupressió, pot causar el desenvolupament de la malaltia.

## Amigdalitis aguda
El principal origen d'inflamació aguda de les amígdales palatines és la infecció per l'EBGA. En certs casos, les amigdalitis estreptocòciques agudes tenen relació amb el desenvolupament posterior de febre reumàtica, de miocarditis, de nefropatia per IgA, d'urticària recurrent, d'angina de Ludwig, d'abscessos periamigdalins, de fasciïtis necrosant cervical, d'artritis reactiva o d'una úlcera de Lipschütz. L'amigdalitis aguda pot ser el primer i infreqüent signe d'una leucèmia.

### Manifestacions clíniques
Mal de gola, les amígdales es tornen blanques o vermelles, hi ha aparició de pus en plaques sobre la superfície amigdalina, febre, problemes en empassar o menjar (disfàgia), dolor a la deglució (odinofàgia). Altres símptomes poden incloure mal de cap, mal de panxa, exantema escarlatiniforme, convulsions en casos amb febre alta, otàlgia referida o ronquera. En adults, la coexistència d'una hepatitis vírica per l'herpes simple tipus 1 i d'amigdalitis per febre glandular és un fet que s'ha descrit molt ocasionalment. Inusualment, en casos d'amigdalitis fol·licular infantil apareix una limfocitosi atípica. Una de les complicacions més greus i que pot posar en perill la vida del malalt de l'amigdalitis purulenta és la sèpsia causada pel fusobacteri Fusobacterium necrophorum, en el context d'una síndrome de Lemierre. Una particular variant d'aquesta síndrome és la tromboflebitis aïllada de la vena facial. Rares vegades, una síndrome de Grisel (subluxació no traumàtica de l'articulació atlantoaxial) té el seu origen en una amigdalitis prèvia. Prendre líquids tebis, no calents, pot alleujar la simptomatologia dolorosa. No és recomanable el consum de suc de taronja o altres begudes cítriques, ja que tenen àcids que poden irritar encara més la gola, o l'ús d'antibiòtics sense prescripció mèdica.

### Etiologia
- Vírica[56]
- Bacteriana[57]

### Tractament
- Antibiòtics: fenoximetilpenicil·lina[58] (Penilevel) 800mg/8h * 8-10 dies, cefditorèn pivoxil (Meiact, Spectracef) 200mg/12h * 10 dies;[59] però si hi ha al·lèrgia a la penicil·lina: claritromicina, eritromicina (EFG, Pantomicina) o azitromicina (EFG, Vinzam, Zitromax).[60]
- Antiinflamatoris[61]
- Calmants per a la disfàgia

## Amigdalitis crònica
Es presenta de diverses formes: amigdalitis de repetició, hipertròfia d'amígdales palatines o amigdalitis caseosa. Els gèrmens s'acantonen en les criptes i donen lloc a la clínica:
- Anorèxia
- Astènia
- Disfàgia discreta
- Febrícula
- Ganglis que no disminuïxen fins a una grandària normal[67]
- Càlculs amigdalins[68]
- Alcalosi
- Apnea del son pediàtrica[69]
- Possible disseminació infecciosa a distància[70]

### Tractament
- Analgèsics
- Penicil·lina[71]
- Cirurgia amb anestèsia[72]